# Mistrzostwa Europy w Piłce Nożnej Kobiet 2005 (składy)
Składy finalistów Mistrzostw Europy w piłce nożnej kobiet w 2005 rozegranych w Anglii.

## Anglia
| Reprezentacja Anglii |

- Bramka: Rachel Brown, Josephine Fletcher, Leanne Hall
- Obrona: Lindsay Johnson, Mary Rose Phillip, Alex Scott, Casey Stoney, Rachel Unitt, Faye White
- Pomoc: Anita Asante, Karen Carney, Katie Chapman, Vicky Exley, Kelly Smith, Emily Westwood, Fara Williams
- Atak: Eniola Aluko, Amanda Barr, Jodie Handley, Rachel Yankey

## Dania
| Reprezentacja Danii |

- Bramka: Tine Cederkvist, Mette Bjerg, Stina Lykke Petersen
- Obrona: Gitte Andersen, Dorte Dalum Jensen, Bettina Falk, Mariann Knudsen, Mie Olsen, Katrine Pedersen
- Pomoc: Anne Dot Eggers Nielsen, Louise Hansen, Nanna Mølbach Johansen, Helle Nielsen, Cathrine Paaske Sørensen, Cecilie Pedersen
- Atak: Stine Kjær Jensen, Tanja Christensen, Merete Pedersen, Johanna Rasmussen, Lene Jensen

## Finlandia
| Reprezentacja Finlandii |

- Bramka: Virva Junkkari, Satu Kunnas, Noora Hannele Matikainen
- Obrona: Heidi Ahonen, Tiina Salmén, Evelina Sarapää, Terhi Uusi-Luomalahti, Petra Vaelma, Sanna Valkonen
- Pomoc: Jessica Julin, Anne Mäkinen, Sanna Malaska, Minna Mustonen, Anna-Kaisa Rantanen
- Atak: Heidi Kackur, Laura Kalmari, Linda Lindqvist, Heidi Lindström, Sanna Talonen, Jessica Thorn

## Francja
| Reprezentacja Francji |

- Bramka: Sarah Bouhaddi, Sandrine Capy, Céline Deville
- Obrona: Anne Laure Casseleux, Corinne Diacre, Sandrine Dusang, Laura Georges, Peggy Provost, Sabrina Viguier
- Pomoc: Camille Abily, Sonia Bompastor, Elise Bussaglia, Marie-Ange Kramo, Stéphanie Mugneret-Béghé, Louisa Nécib, Sandrine Soubeyrand
- Atak: Candie Herbert, Hoda Lattaf, Marinette Pichon, Élodie Thomis

## Niemcy
| Reprezentacja Niemiec |

- Bramka: Nadine Angerer, Ursula Holl, Silke Rottenberg
- Obrona: Sonja Fuss, Sarah Günther, Ariane Hingst, Stephanie Jones, Sandra Minnert, Kerstin Stegemann
- Pomoc: Britta Carlson, Kerstin Garefrekes, Renate Lingor, Navina Omilade, Conny Pohlers, Pia Wunderlich
- Atak: Inka Grings, Anja Mittag, Birgit Prinz, Sandra Smisek, Petra Wimbersky

## Norwegia
| Reprezentacja Norwegii |

- Bramka: Ingrid Hjelmseth, Christine Nilsen, Bente Nordby
- Obrona: Marit Fiane Christensen, Gunhild Følstad, Maritha Kaufmann, Siri Nordby, Marianne Paulsen, Ane Stangeland
- Pomoc: Solveig Gulbrandsen, Marie Knutsen, Unni Lehn, Trine Rønning, Ingvild Stensland
- Atak: Kristin Blystad-Bjerke, Stine Frantzen, Tone Røst Heimlund, Isabell Herlovsen, Lise Klaveness, Dagny Mellgren

## Szwecja
| Reprezentacja Szwecji |

- Bramka: Maja Åström, Caroline Jönsson, Hedvig Lindahl
- Obrona: Kristin Bengtsson, Sara Larsson, Hanna Marklund, Anna Paulsson, Jane Törnqvist, Karolina Westberg
- Pomoc: Malin Andersson, Maria Karlsson, Malin Moström, Frida Östberg, Caroline Seger, Therese Sjögran, Anna Sjöström
- Atak: Hanna Ljungberg, Josephine Öqvist, Lotta Schelin, Victoria Svensson

## Włochy
| Reprezentacja Włoch |

- Bramka: Carla Brunozzi, Michela Cupido, Chiara Marchitelli
- Obrona: Elena Ficarelli, Valentina Lanzieri, Gioia Masia, Giulia Perelli, Viviana Schiavi, Elisabetta Tona
- Pomoc: Elisa Camporese, Pamela Conti, Damiana Deiana, Sara Di Filippo, Giulia Domenichetti, Tatiana Zorri
- Atak: Valentina Boni, Melania Gabbiadini, Chiara Gazzoli, Patrizia Panico, Ilaria Pasqui